# Association to Advance Collegiate Schools of Business
The Association to Advance Collegiate Schools of Business AACSB International – ogólnoświatowe stowarzyszenie uczelni ekonomicznych.

## Członkowie w Polsce
Źródło:
- Akademia Leona Koźmińskiego
- Uniwersytet Mikołaja Kopernika w Toruniu (Wydział Nauk Ekonomicznych i Zarządzania UMK)[2]
- Uniwersytet Warszawski (Wydział Nauk Ekonomicznych)
- Uniwersytet Ekonomiczny we Wrocławiu
- Uniwersytet Ekonomiczny w Poznaniu

## Akredytacja
AACSB to również jedna z dwóch prestiżowych światowych akredytacji uczelni biznesowych. Druga, popularniejsza w Europie, to EQUIS. Łącznie z trzecią akredytacją, AMBA, przyznawaną programom typu MBA, stanowi podstawę uwzględnienia i oceny uczelni m.in. w rankingach Financial Times, The Economist i in. 
Od 2003 roku nie jest akredytacją tylko amerykańską, choć do dziś przewaga akredytowanych uczelni to szkoły z USA, m.in. University of California, Berkeley, UCLA, Harvard University, Stanford University.